# Grimaldo
Grimaldo  è un nome proprio di persona italiano maschile.

## Varianti
- Maschili: Grimoaldo[1][2]
- Femminili: Grimalda[1][2], Grimoalda[1][2]

### Varianti in altre lingue
- Catalano: Grimau[4], Grimald[4]
- Germanico: Grimuald[5], Grimoald[4][5], Grimwald[3], Grimoalt[5], Grimald[5], Crimolt[5]
- Latino: Grimoaldus[1], Grimaldus[1]
- Spagnolo: Grimoaldo[4], Grimaldo[3]

## Origine e diffusione
Si tratta di un nome di origine germanica, di tradizione originariamente longobarda e poi anche francone e sassone. È composto da due radici: la prima è *grima-, presente anche in Crimilde, elemento dal significato incerto e generalmente interpretato come "maschera" o "elmo" (spesso riferito a un elmo magico) e per estensione "protettore"; la seconda è *walda, che significa "essere potente", "dominare", ed è molto comune nei nomi germanici; il significato complessivo può essere interpretato come "potente con l'elmo", "che governa con l'elmo", o anche "capo protettore". A questo nome ne viene spesso aggregato un altro, Grimbaldo, che però in realtà ha come secondo elemento bald ("coraggioso", "audace").
In Italia è documentato a partire dal VII secolo nella forma latinizzata Grimoaldus, poi divenuta Grimaldus; conobbe buona diffusione grazie alla fama di Grimoaldo, re dei Longobardi, e di vari nobili appartenenti alla famiglia dei Grimaldi (un cui ramo governa sul principato di Monaco dal Quattrocento). In italiano moderno, il nome gode invece di scarso utilizzo; secondo dati pubblicati negli anni 1970, le occorrenze, che contando tutte le forme maschili e femminili non raggiungevano nemmeno le trecento unità, erano attestate principalmente in Toscana, Campania e Lazio meridionale (qui grazie al culto di san Grimoaldo, patrono di Pontecorvo).
Dal nome Grimaldo è derivato, tramite processo deonomastico, il termine "grimaldello", per via di un'antica personificazione scherzosa oppure gergale.

## Onomastico
L'onomastico si può festeggiare in memoria di più santi, alle date seguenti:
- 16 luglio, san Grimoaldo, martire assieme ai santi Reinilde e Gondolfo a Saintes (oggi Halle, in Belgio)[7][8]
- 29 settembre, san Grimoaldo, sacerdote inglese, arciprete a Pontecorvo[4][7][9]
- 18 novembre, beato Grimoaldo della Purificazione, religioso passionista[7]

## Persone
- Grimaldo, duca dei Bavari
- Grimaldo Canella, capostipite della famiglia Grimaldi

### Variante Grimoaldo
- Grimoaldo, re dei Longobardi
- Grimoaldo I, maggiordomo di Palazzo di Austrasia
- Grimoaldo II, maggiordomo di Palazzo di Neustria
- Grimoaldo II, duca di Benevento
- Grimoaldo III, principe di Benevento
- Grimoaldo IV, principe di Benevento
- Grimoaldo, vescovo di Bomarzo
- Grimoaldo della Purificazione, religioso italiano
- Grimoaldo Alferanite, principe di Bari
- Grimoaldo Varone, schermidore e maestro di scherma italiano